# River Loughor
Der River Loughor (IPA: ˈlʌxər, walisisch:Afon Llwchwr) in Carmarthenshire, Wales entspringt in einem unterirdischen See in den Black Mountains. Er erreicht die Oberfläche bei Llygad Llwchwr (walisisch für: "Auge des Loughor"), er fließt durch Ammanford und Hendy in Carmarthenshire und Pontarddulais in Swansea.
Der Fluss teilt Carmarthenshire ab Swansea entlang seines Verlaufs und trennt Hendy von Pontarddulais. Ab diesem Punkt tritt er in den Einflussbereich der Gezeiten ein. Er erreicht das Meer in seinem Ästuar kurz nach dem Ort Loughor, wo er die südliche Küste von Carmarthenshire von der nördlichen Küste der Gower Peninsula trennt. Zu seinen Zuflüssen gehört der River Amman, der von links und Westen bei Pantyffynnon in den Loughor mündet. Das Einzugsgebiet umfasst ca. 262 km² (101 sq Miles).
Im 18. Jahrhundert war der Fluss bekannt für seine Lachs- und Meerforelle-Bestände. Der Fisch wurde damals mit Ponys nach Swansea gebracht. Durch Gewässerverschmutzung im 19. Jahrhundert starben große Teile des Fischbestandes aus.
Das Carmarthenshire County Council prüft momentan die Möglichkeit, oberhalb von Loughor Bridges eine Staustufe zu errichten.

## Ästuar

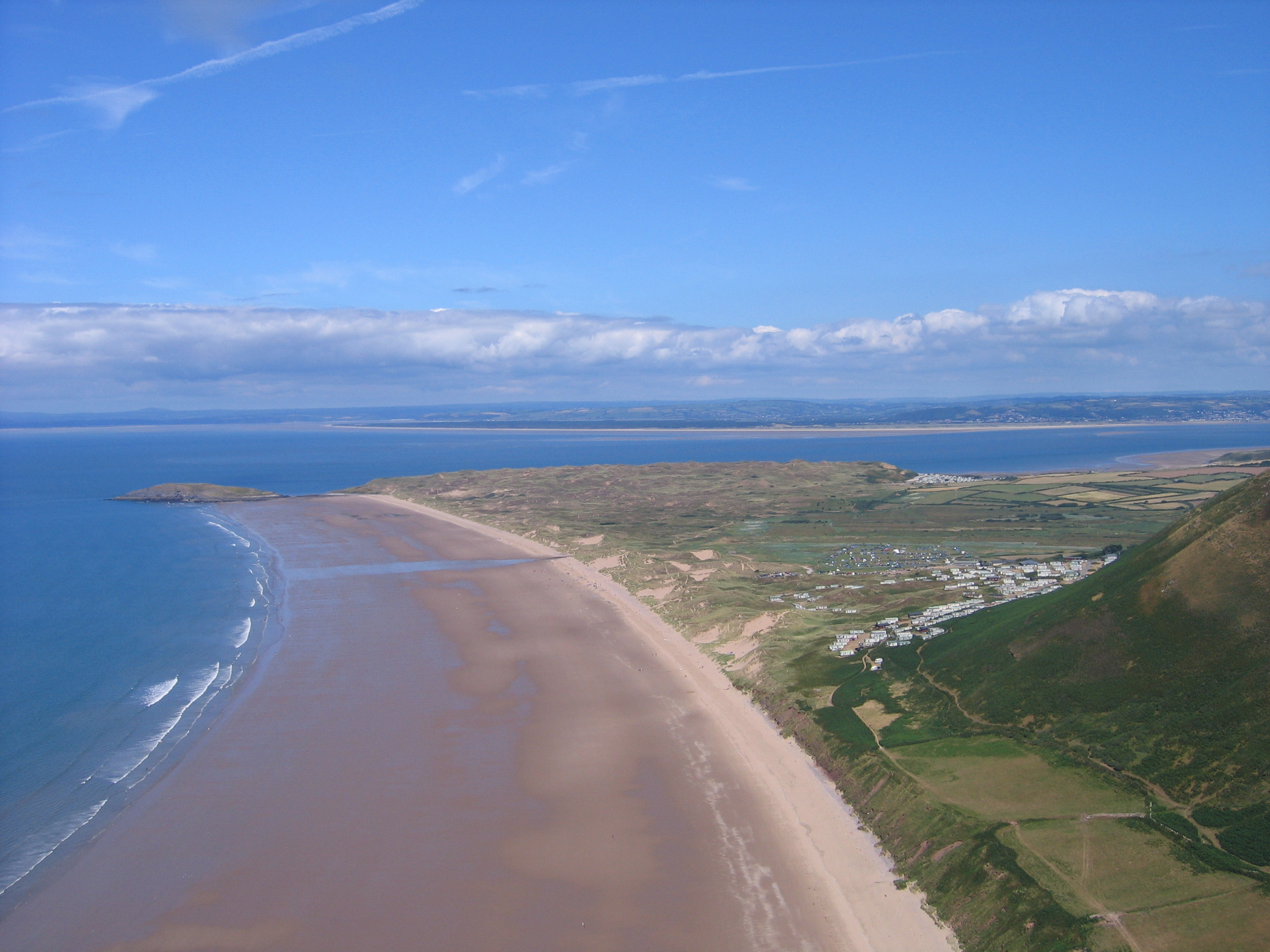
Blick auf das Loughor-Ästuar von Rhossili aus.

Das Loughor Estuary (auch: Burry inlet oder Burry estuary nach dem kleinen Burry River der von Osten her in der Nähe der Mündung einfließt) ist die Region südwestlich der Straßen- und Eisenbahnbrücken bei Loughor, wo der Fluss plötzlich seinen Lauf von südlicher in westliche Richtung zur Carmarthen Bay wendet. Der Afon Lliw mündet kurz unterhalb der Loughor-Brücken. Dieses Gebiet läuft bei Ebbe fast vollkommen leer und das Wasser gibt ausgedehnte Sandbänke frei, auf denen intensiver Herzmuzschel-Anbau (Cerastoderma edule) betrieben wird. Nördlich von Llanrhidian befindet sich das Fischwehr in der Llanrhidian Marsh.
Im Süden der Bucht hat die Herzmuschel-Industrie große Bedeutung für die Dörfer Crofty, Llanmorlais und Penclawdd. Es ist erlaubt, einen Eimer Herzmuscheln pro Person zum privaten Gebrauch zu ernten, die kommerzielle Fischerei ist auf eine kleine Anzahl von Lizenznehmern begrenzt. Die Größe der Population schwankt von Jahr zu Jahr. Das Ästuar ist auch ein Gebiet mit internationaler Bedeutung für Watvögel und andere Wasservögel. Das hat schon zu Vorstößen der Muschelindustrie geführt, Austernfischer (Haematopus ostralegus) zu bejagen, die sich von den Muscheln ernähren.
Das Ästuar schneidet sich durch den südlichen Teil eines bedeutenden Kohleflözes. Llanelli auf der nördlichen Küste war bekannt für seine Zinn-Industrie, während Penclawdd im Süden Kupferschmelzen betrieb mit Erz, das per Schiff aus Anglesey gebracht wurde. Beides erforderte leichten Zugang zum Bristol Channel via Carmarthen Bay. Der Hauptkanal des Ästuars hat sich in der Vergangenheit immer wieder von der einen zur anderen Seite des Ästuars verschoben. Im späten 19. Jahrhundert fiel der Fluss in die Zuständigkeit der Llanelli Port Authority, die erlaubte, einen Damm zu bauen, der den Fluss auf der Nord-Seite halten sollte. Dies führte jedoch zu einer Zerstreuung der Strömung, so dass die Versandung sowohl bei North Dock (Llanelli) als auch bei Penclawdd anchorage zunahm. Der Damm ist seither an verschiedenen Stellen gebrochen.

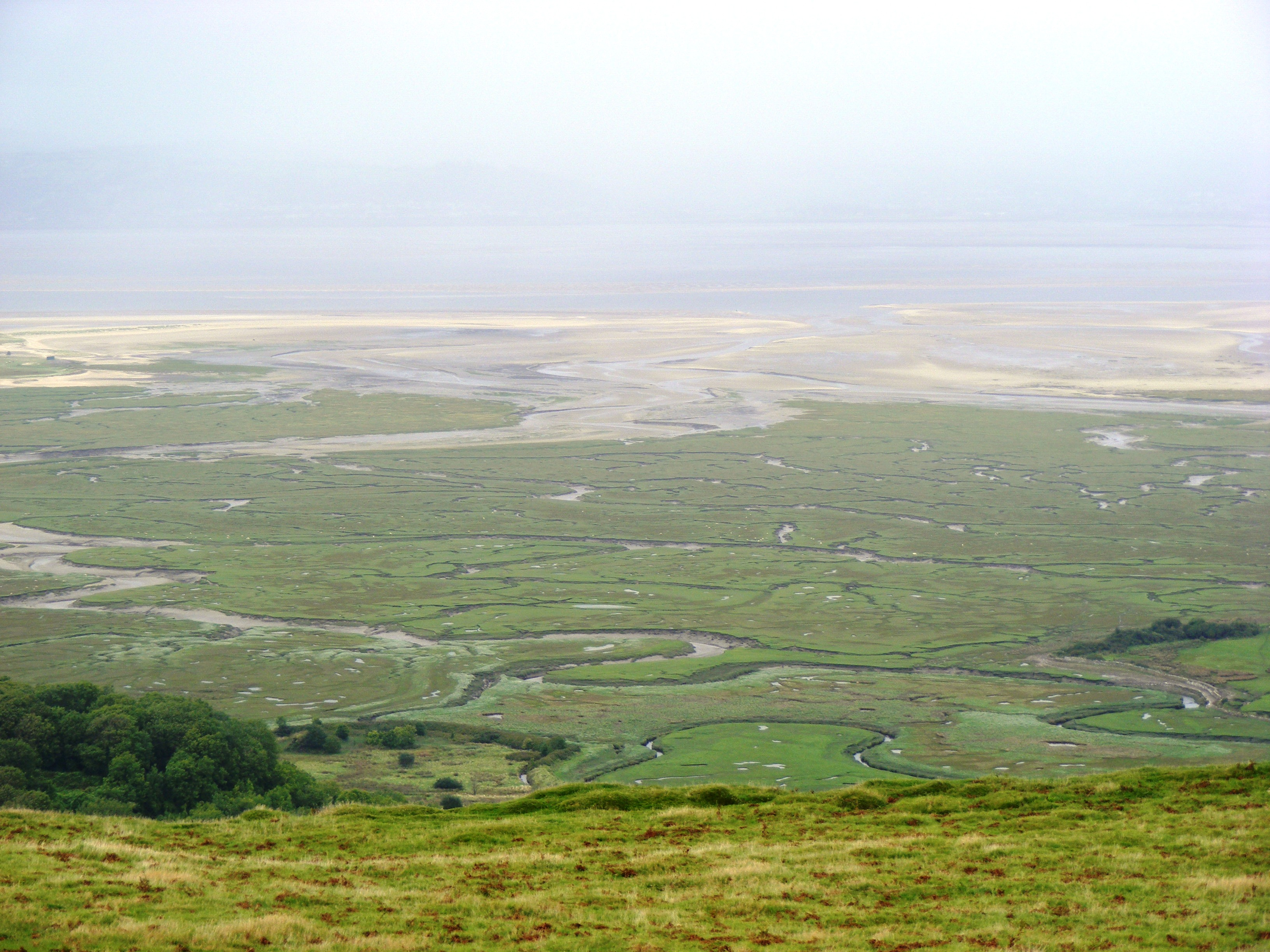
Whiteford National Nature Reserve

Ein weiterer heftiger Eingriff in das Ökosystem war die Anpflanzung von Salz-Schlickgras (Spartina anglica) in den 1930er Jahren um Weideland am westlichen Ende von Gower zu erschließen. Die invasive Art hat sich seither stark ausgebreitet und formt eine breite Salzmarsch entlang der Südküste, wo heute Schafe, Pferde und Vieh weiden.
Das Ästuar ist teilweise durch Whiteford Point von der See abgetrennt. Whiteford Point erstreckt sich von Llanmadoc in Gower bis Burry Port und Cefn Sidan in Carmarthenshire. Dies ist heute ein nationales Naturschutzgebiet, das vom National Trust und dem Countryside Council for Wales (Nature Conservancy) betreut wird. In dem Gebiet befinden sich Sanddünen mit mehreren seltenen Tierarten. Nicht weit entfernt der Landspitze befindet sich einer der wenigen erhaltenen gusseisernen Leuchttürme, der allerdings nicht mehr in Gebrauch und baufällig ist.
Während des Zweiten Weltkrieges wurden mehrere Kanonen-Batterien östlich und westlich von Penclawdd angelegt. Dort wurden Kanonen kalibriert und Granaten getestet, inklusive hoch-explosiver Munition und Senfgas. Später wurden auch Massen an überschüssiger Munition auf der Meer-zugewandten Seite vergraben. Das Gebiet wird regelmäßig vom Bombenräumdienst der Royal Navy abgesucht. Mittlerweile werden nur noch wenige nicht detonierte Granaten gefunden, aber es halten sich Gerüchte, dass Anthrax-Munition zur biologischen Kriegführung gegen Schafe getestet wurden. Dies wurde durch die Antwort auf eine parlamentarische Anfrage von Tony Banks 1987 untermauert. In den 1960ern plante das Ministry of Defence sein Haupttestgelände von Foulness, an der Themse-Mündung zu einem Gebiet zwischen Burry Port und Kidwelly zu verlegen, die schon vorher gelegentlich als Testgelände für Luft-Boden-Raketen benutzt worden war. Damit sollte Platz für einen dritten Londoner Flughafen geschaffen werden. Aufgrund massiven Widerstands der örtlichen Bevölkerung und Planungsänderungen wurde dieser Plan aber wieder fallen gelassen.